# Оплеснин, Василий Петрович
Василий Петрович Оплеснин — русский купец и общественный деятель.

## Биография

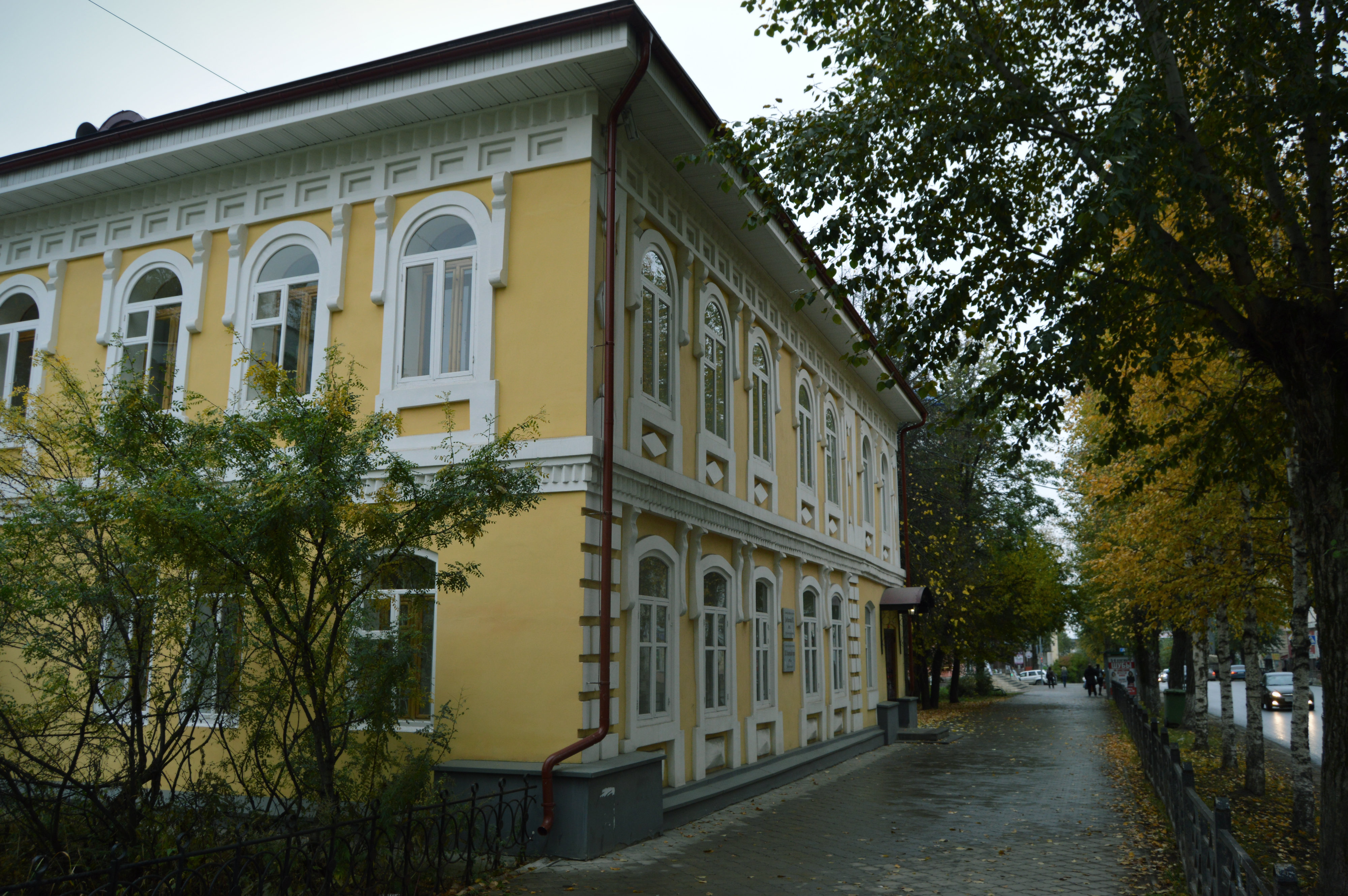
Дом Оплеснина в Сыктывкаре на ул. Советской, 25 (бывш. Спасская ул.)

Родился в семье торгующего крестьянина Выльгортской волости Усть-Сысольского уезда Петра Харитоновича Оплеснина. После смерти отца продолжил его торговое дело. К 1881 году владел значительными по уездным меркам земельными участками (2 десятины пахотной земли, 12 десятин сенокосной, 1000 десятин лесной и 486 десятин под ручьями, озёрами и дорогами), что дало ему возможность стать гласным уездного земского собрания. В 1886 году получил разрешение на открытие в Усть-Сысольске торговой лавки. В 1891 году открывает лесозаготовительное предприятие. В 1892 году строит двухэтажный каменный дом в Усть-Сысольске на Спасской улице. На первом этаже дома был расположен магазин, в котором торговали мануфактурными товарами, медными и железными изделиями, табаком. Годовой доход, достигший 25 000 рублей в год, позволил Оплеснину перейти из крестьянского сословия в купеческое, став купцом 2-й гильдии.
В 1906 году в Слободской волости построил мельницу и кожевенный завод с 13 чанами для мочения и дубления кожи. Постоянно увеличивал объём торговли лесом, в 1909—1910 годах на принадлежащих ему землях было заготовлено 53 075 брёвен.
Активно занимался общественной деятельностью. В 1896 году был избран членом уездного податного присутствия по гильдейской раскладке. В 1901 году избран председателем попечительского совета Усть-Сысольской женской прогимназии и представителем земства в усть-сысольском отделении Велико-Устюжского Стефано-Прокопьевского братства. В 1906 году избран почётным мировым судьёй. В 1907—1913 годах — председатель Усть-Сысольской уездной земской управы. В разное время занимал также должности: директора Усть-Сысольского общественного банка, директора усть-сысольского отделения Попечительского общества о тюрьмах, члена усть-сысольского училищного совета, члена усть-сысольского отделения попечительства детского приюта Ведомства учреждений императрицы Марии. Участвовал в комиссии по строительству Стефановского собора и был церковным старостой.
Был дважды женат. От первого брака было двое сыновей и дочь, от второго брака — шесть дочерей.
В 1918 году, после установления советской власти в Усть-Сысольске, лишился всех своих предприятий. Дом в Усть-Сысольске был муниципализирован. Дата смерти Оплеснина не известна, последнее документальное свидетельство о нём — регистрационная справка нетрудящегося элемента от 18 октября 1919 года: «от роду 75 лет, семейства не имеет, особых определённых занятий в настоящее время не имеет, живёт в Усть-Сысольске на чужой квартире». По легенде Оплеснин повесился в своём бывшем доме.